# Acuerdo de Potsdam

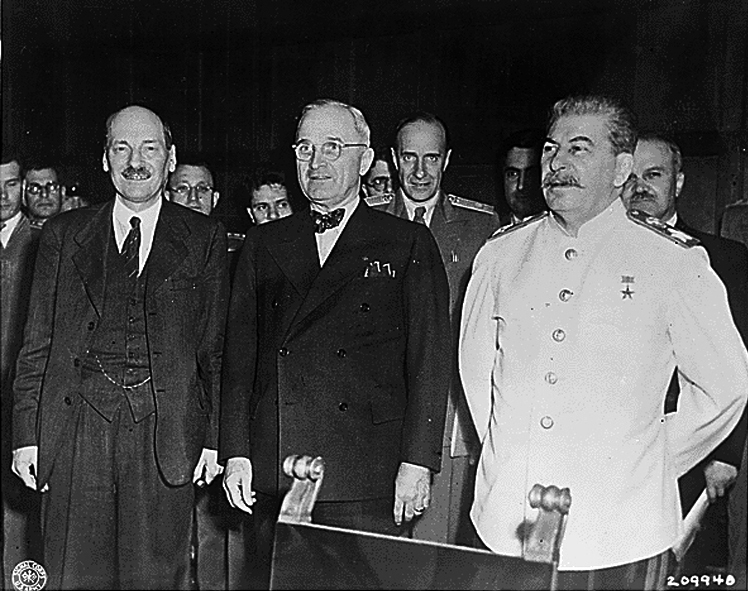
Los "Tres Grandes" en Potsdam: Attlee, Truman y Stalin

El Acuerdo de Potsdam (en alemán: Potsdamer Abkommen) fue un acuerdo firmado el 1 de agosto de 1945 entre tres de los Aliados de la Segunda Guerra Mundial: el Reino Unido, Estados Unidos y la Unión Soviética. Estableció cuatro metas para una política hacia Alemania: la desnazificación, la desmilitarización, la descentralización y la democratización. Trató sobre la ocupación militar y la reconstrucción de la Alemania ocupada por los aliados, los antiguos territorios orientales de Alemania con las nuevas fronteras y el final del Teatro europeo en la Segunda Guerra Mundial.[cita requerida] También trató de las reparaciones alemanas de la Segunda Guerra Mundial y el procesamiento de los criminales de guerra.
Ejecutado como comunicado, el acuerdo no fue un tratado de paz según el Derecho internacional, a pesar de que creaba hechos consumados. Fue sustituido por el Tratado Dos más Cuatro firmado el 12 de septiembre de 1990.
Como Charles de Gaulle no había sido invitado a la conferencia de Potsdam, los franceses se resistieron a aplicar los acuerdos de Potsdam dentro de su zona de ocupación. En particular, Francia se negaba a realojar los expulsados alemanes del este y no aceptaba ninguna obligación de acatar el acuerdo en los procesos del Consejo de Control Aliado, resistiéndose a todas las propuestas para establecer políticas e instituciones comunes en todo el conjunto de Alemania y a todo lo que temían que pudiera conducir al surgimiento de un eventual Gobierno alemán unificado.

## Sinopsis
Tras el final de la Segunda Guerra Mundial en Europa (1939-1945) y las decisiones de las anteriores Conferencias de Teherán, Casablanca y Yalta, los Aliados asumieron la autoridad suprema sobre Alemania mediante la Declaración de Berlín del 5 de junio de 1945.
En la Conferencia de Potsdam, los aliados occidentales conocieron el hecho consumado de Stalin, que otorgaba a la Polonia ocupada por los soviéticos el río Óder como frontera occidental, colocando toda la Zona de Ocupación Soviética al este (con excepción del enclave de Kaliningrado), incluyendo Pomerania, la mayor parte de Prusia Oriental y Danzig, bajo administración polaca. La población alemana que no había huido fue expulsada y sus propiedades fueron adquiridas por el Estado. El presidente Truman y las delegaciones británicas protestaron por estas acciones.
La Conferencia de las Tres Potencias tuvo lugar del 17 de julio al 2 de agosto de 1945, en la que se adoptó el Protocolo de las Actas del 1 de agosto de 1945, firmado en el Palacio Cecilienhof de Potsdam. Los firmantes fueron el secretario general Joseph Stalin, el presidente Harry S. Truman y el primer ministro Clement Attlee, quien, como resultado de las elecciones generales británicas de 1945, había sustituido a Winston Churchill como representante del Reino Unido. Las tres potencias también acordaron invitar a Francia y China a participar como miembros del Consejo de Ministros de Asuntos Exteriores establecido para supervisar el acuerdo. El Gobierno Provisional de la República Francesa aceptó la invitación el 7 de agosto, con la reserva clave de que no aceptaría a priori ningún compromiso con la eventual reconstitución de un gobierno central en Alemania.
James F. Byrnes escribió: «Nos abstuvimos específicamente de prometer en la Conferencia de Paz Alemana apoyar ninguna línea en particular como frontera occidental de Polonia». El Protocolo de Berlín declaró: «Los tres jefes de gobierno reafirman su opinión de que la delimitación definitiva de la frontera occidental de Polonia debe esperar al acuerdo de paz [final]». Byrnes continúa: «A la luz de esta historia, es difícil creer de buena fe a quien afirma que la frontera occidental de Polonia fue fijada por las conferencias, o que existió la promesa de que se establecería en algún lugar específico». A pesar de esto, la Línea Oder-Neisse fue establecida como la frontera occidental provisional (y por lo tanto teóricamente sujeta a cambios) de Polonia en el Artículo 8 del Acuerdo, pero no fue finalizada como la frontera occidental permanente de Polonia hasta el Tratado de Fronteras Germano-Polaco de 1990, habiendo sido reconocida por Alemania del Este en 1950 (en el Tratado de Zgorzelec) y aceptada por Alemania Occidental en 1970 (en el Tratado de Moscú (1970) y el Tratado de Varsovia (1970)).

## Repercusiones
Ya durante la Conferencia de Potsdam, el 30 de julio de 1945, se constituyó en Berlín el Consejo de Control Aliado para ejecutar las resoluciones aliadas (las "Cuatro D"):
- Desnazificación de la sociedad alemana para erradicar la influencia nazi
- Desmilitarización de las antiguas fuerzas de la Wehrmacht y de la industria armamentística alemana; sin embargo, las circunstancias de la Guerra Fría pronto llevaron a la Wiederbewaffnung de Alemania, incluido el restablecimiento tanto de la Bundeswehr como del Ejército Nacional Popular.
- Democratización, incluida la formación de partidos políticos y sindicatos, la libertad de expresión, de prensa y de religión.
- La descentralización resultó en el restablecimiento del federalismo alemán, junto con el desmantelamiento como parte de los planes industriales para Alemania. El desmantelamiento se detuvo en Alemania Occidental en 1951 según la Doctrina Truman, tras lo cual Alemania Oriental tuvo que afrontar el impacto en solitario.

### Cambios territoriales
La mitad norte de la provincia alemana de Prusia Oriental, ocupada por el Ejército Rojo durante su Ofensiva de Prusia Oriental, seguida de su evacuación en el invierno de 1945, ya se había incorporado al territorio soviético como el Óblast de Kaliningrado. Los Aliados Occidentales prometieron apoyar la anexión del territorio al norte de la línea Braunsberg-Goldap cuando se firmara el Tratado de Paz Final alemán.
Los aliados habían reconocido la legitimidad del Gobierno Provisional de Unidad Nacional Polaco, que estaba a punto de formar un estado satélite soviético. Instados por Stalin, el Reino Unido y Estados Unidos cedieron y pusieron bajo administración polaca los territorios alemanes al este de la línea Óder-Neisse, desde la costa báltica al oeste de Świnoujście hasta la frontera checoslovaca; supuestamente confundiendo los ríos Lusaciano-Neisse y Glatzer-Neisse. La propuesta de una línea Óder-Bober-Queis fue rechazada por la delegación soviética. La cesión incluía la antigua Ciudad Libre de Danzig y el puerto marítimo de Stettin, en la desembocadura del río Óder (laguna de Szczecin), vital para la región industrial de la Alta Silesia.
Tras la guerra, «Alemania en su conjunto» consistiría únicamente en el conjunto de los territorios de las respectivas zonas de ocupación. Dado que todos los antiguos territorios alemanes al este de la línea Oder-Neisse fueron excluidos de la Zona de Ocupación Soviética, quedaron, en consecuencia, excluidos de «Alemania en su conjunto».

### Expulsiones
Durante el proceso, y después de que el Estado alemán asesinara a entre 5 y 6 millones de ciudadanos polacos durante la guerra, los comunistas polacos comenzaron a reprimir a la población alemana al oeste del río Bóbr para reafirmar su exigencia de una frontera con el Neisse lusaciano. La resolución aliada sobre el "traslado ordenado" de la población alemana se convirtió en la legitimación de la expulsión de los alemanes de las zonas nebulosas de Europa Central, si es que no habían huido ya del avance del Ejército Rojo.
La expulsión de los alemanes étnicos por parte de los polacos afectó, además de a los alemanes que se encontraban en las zonas tras la frontera polaca de 1937 en el oeste (como en la mayor parte de la antigua provincia prusiana de Prusia Occidental), a los territorios puestos "bajo administración polaca" en espera de un Tratado de Paz Alemán Final, es decir, el sur de Prusia Oriental (Masuria), Pomerania Occidental, la región de Nueva Marca de la antigua provincia de Brandeburgo, los distritos de Grenzmark Posen-Prusia Occidental, Baja Silesia y aquellas partes de la Alta Silesia que habían permanecido con Alemania tras el plebiscito de Alta Silesia de 1921. Afectó además a la minoría alemana que vivía en el territorio de la antigua Segunda República Polaca en la Gran Polonia, la Alta Silesia oriental, la Tierra de Chelmno y el Corredor Polaco con Danzig.
Los alemanes de Checoslovaquia (34% de la población del territorio de la actual República Checa), conocidos como alemanes de los Sudetes pero también alemanes de los Cárpatos, fueron expulsados de la región de los Sudetes donde formaban mayoría, de los enclaves lingüísticos de Bohemia central y Moravia, así como de la ciudad de Praga.
Aunque el Acuerdo de Potsdam se refería únicamente a Polonia, Checoslovaquia y Hungría, también se produjeron expulsiones en Rumania, donde los sajones de Transilvania fueron deportados y sus bienes confiscados, y en Yugoslavia. En los territorios soviéticos, los alemanes fueron expulsados del norte de Prusia Oriental (óblast de Kaliningrado), pero también de la vecina región lituana de Klaipėda y otras tierras colonizadas por alemanes bálticos.